# تیجس دالینگا
تیجس دالینگا (زاده ۳ اگوست ۲۰۰۰) یک بازیکن فوتبال اهل هلند است. که برای باشگاه فوتبال بولونیا در پست مهاجم بازی می‌کند.